# Мун Си У
Мун Си У (кор. 문시우; род. 7 июля 2002) — южнокорейский кёрлингист.
В составе смешанной парной сборной Южной Кореи участник чемпионата мира 2021. Участник зимних юношеских Олимпийских игр 2020.

## Достижения
- Чемпионат Республики Корея по кёрлингу среди смешанных пар: бронза (2020).

## Команды
| Сезон                                               | Четвёртый        | Третий        | Второй         | Первый         | Запасной        | Тренер                            | Турниры                           |
| --------------------------------------------------- | ---------------- | ------------- | -------------- | -------------- | --------------- | --------------------------------- | --------------------------------- |
| 2019—20                                             | Park Sang Woo    | Мун Си У      | Choi Jae Hyeok | Seo Jimin      | Shin Kyung Yong |                                   | ЧРКМ 2020 (4 место)               |
| 2025—26                                             | Kim Hak-jun      | Мун Си У      | Park Jin-hwan  | Kim Myeong-jun | Park Jong-hyeon |                                   | ЧРКМ 2025 (7 место)               |
| Кёрлинг среди смешанных команд (mixed curling)      |                  |               |                |                |                 |                                   |                                   |
| 2019—20                                             | Park Sang-Woo    | Park You-Been | Ким Джи Юн     | Мун Си У       |                 | Shin Kyung-Yong                   | ЗЮОИ 2020 (12 место)              |
| Кёрлинг среди смешанных пар (mixed doubles curling) |                  |               |                |                |                 |                                   |                                   |
| 2019—20                                             | Zuzana Pražáková | Мун Си У      |                |                |                 | Petr Horak                        | ЗЮОИ 2020 (25 место)              |
| 2020—21                                             | Ким Джи Юн       | Мун Си У      |                |                |                 | Ян Се Ён (ЧМСП), Hanna Gim (ЧМСП) | ЧРКСП 2020 · ЧМСП 2021 (17 место) |

(скипы выделены полужирным шрифтом)